# Остроумова-Лебедева, Анна Петровна
А́нна Петро́вна Остроу́мова-Ле́бедева (5 [17] мая 1871, Санкт-Петербург — 5 мая 1955[…], Ленинград) —  русский и советский график, выдающаяся фигура среди петербургских художников Серебряного века, живописец, автор мемуаров; двоюродная сестра и супруга химика-органика Сергея Лебедева. Член обществ «Мир искусства» (с 1899), также состояла в ряде других творческих группировок Петербурга — Петрограда — Ленинграда и Москвы. Народный художник РСФСР (1946). Действительный член Академии художеств СССР (с 1949).

## Биография
Дочь чиновника Синода, сенатора и тайного советника Петра Ивановича Остроумова (1839/40–1913) и его жены Марии Климентьевны, урождённой Чехович (1851—1921), дочери протоиерея Климента Михайловича Чеховича, настоятеля кафедрального Варшавского собора. Сестра Марии Климентьевны — Елизавета Климентьевна Чехович — мать художника Владимира Васильевича Лебедева и химика Сергея Васильевича Лебедева, ставшего впоследствии мужем Анны Петровны.
В 1889—1892 годах посещала Центральное училище технического рисования барона А. Л. Штиглица (1889—1892), где её главным преподавателем был гравёр Василий Матэ.
В 1892—1900 годах — училась в Высшем художественном училище при Императорской Академии художеств у Матэ, живописцев Ильи Репина, Константина Савицкого и Павла Чистякова, которое закончила со званием художника по гравировальному классу Матэ, представив 14 гравюр на дереве, в том числе цветных, что явилось для того времени новаторством в технике так называемой высокой печати.
В 1898—1899 годах работала в Париже в мастерской Джеймса Уистлера.
Много путешествовала по Италии, Франции, Испании, где работала над городским пейзажем.
С 1899 года активно участвовала в деятельности художественного объединения «Мир искусства».
Участница художественных выставок с 1900 года.
В 1901 году создала ряд гравюр для журнала «Мир искусства» (№ 1 за 1902 год). В 1905 году вышла замуж за своего двоюродного брата, химика Сергея Лебедева.
В 1918—1922 годах преподавала в Высшем институте фотографии и фототехники. С 1924 года входила в творческое объединение «Четыре искусства». С 1934 по январь 1936 года преподавала в Институте живописи, скульптуры и архитектуры при Всероссийской Академии художеств.
Во время Великой Отечественной войны работала в блокадном Ленинграде, создав ряд пронзительных графических образов осаждённого города. В июле 1942 года в блокадном Ленинграде прошла выставка произведений Остроумовой-Лебедевой, созданных в 1896—1942 годах.
С 1949 года — действительный член АХ СССР.
Скончалась 5 мая 1955 года в возрасте 83-х лет в Ленинграде; похоронена рядом с мужем на Тихвинском кладбище — Некрополь мастеров искусств.

## Адреса

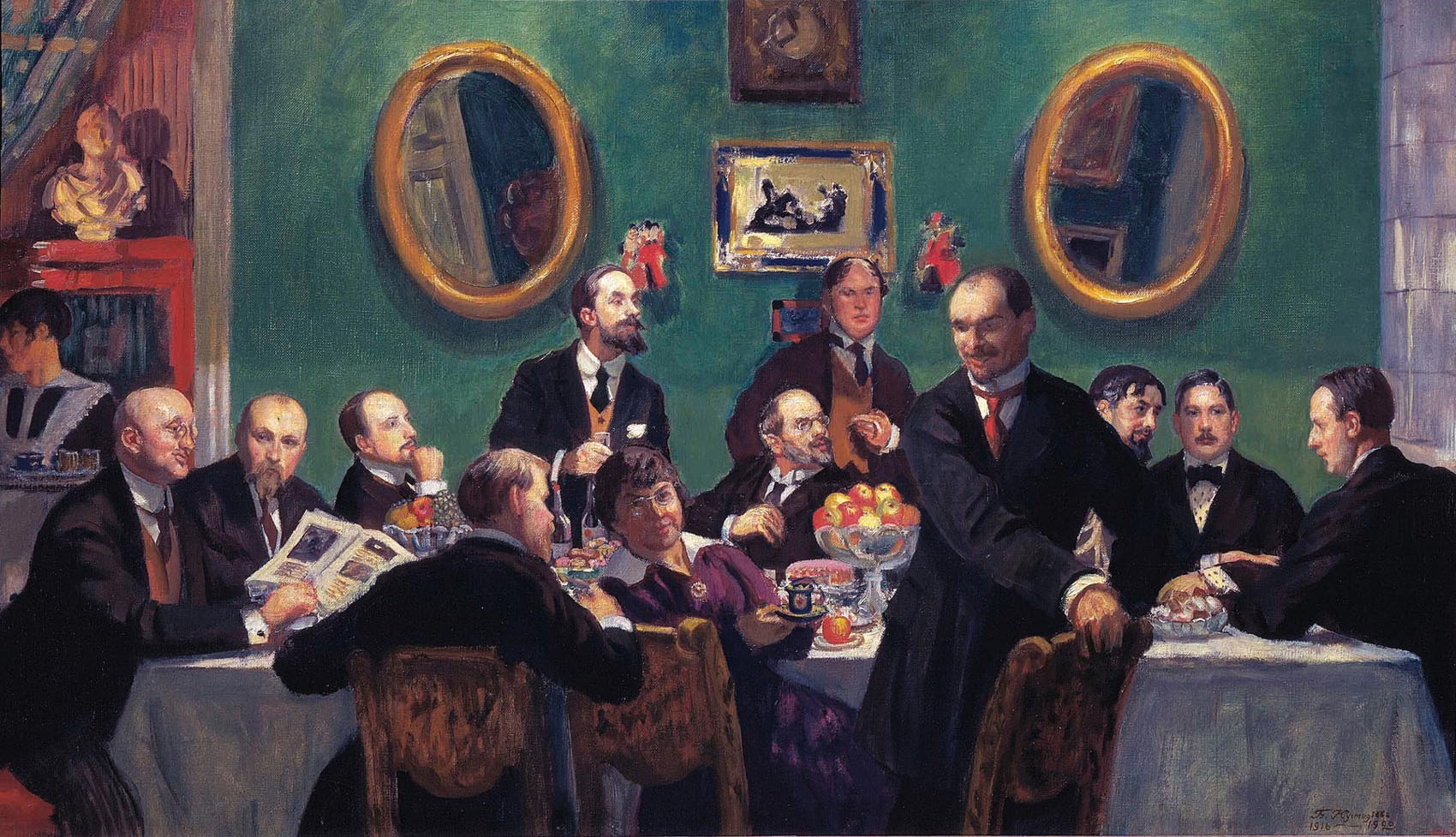
Групповой портрет художников общества «Мир искусства». Картина художника Бориса Кустодиева, 1920. Анна Остроумова-Лебедева сидит в центре

Жила всегда в Санкт-Петербурге — Петрограде — Ленинграде:
- Лето 1905 — апрель 1906 года — 13-я линия, 20, кв. 57;
- декабрь 1906—1913 — доходный дом — Александровский проспект, 21, кв. 19;
- 1913—1917 — 3-я линия, 46, кв. 21;
- 1917—1924 — Нижегородская улица, 6;
- 1924—1955 — Нижегородская улица, 10, кв. 4. Эта квартира включена в список памятников истории России, охраняемых государством.

## Творчество
В рейтинге гравёров России первой половины XX века является не только «звездой первой величины», но и художницей, возродившей это искусство в России. Остроумова-Лебедева также положила начало возрождению русской оригинальной, в том числе цветной, ксилографии, работала и в технике литографии, и в акварели.
По её собственным словам она «возродила художественную творческую черную гравюру и создала новую отрасль гравюры — цветную гравюру».
Часто изображала виды Петербурга и его окрестностей, а также пейзажи и городские виды во время своих путешествий по Италии, Франции, Испании. Одна из немногих художников, органично создававших пейзажи, включающие в композицию архитектурные строения.
Успешна была и её деятельность как портретиста — в Русском музее находится портрет Максимилиана Волошина работы Анны Петровны.
Гравюры художницы находятся в музеях России, Франции, Германии, Чехии[каких?].

### Из воспоминаний современников
- А. Н. Бенуа:

«… в гравюрах она владеет крепостью штриха, которая ей позволяет доводить до крайней степени убедительного лаконизма передачу своих впечатлений; в гравюрах она, как никто, умеет, пользуясь минимумом цветовой шкалы, передать в красках желаемое настроение. В акварелях она радует глаз свободой мазка, и опять-таки эти её вещи блещут чарующими переливами и созвучием красок, необычайно остро подмеченных на натуре».

## Выставки
Дебютировала со своими гравюрами на выставке «Мира искусства» в 1900 (?) году.
Получила вторую премию за гравюры на конкурсе Общества поощрения художеств.
- 1913 — персональная выставка (Бюро Н. Добычиной, Санкт-Петербург)
- 1916 — персональная выставка (Румянцевский музей, Москва)
- 1940 — персональная выставка (Русский музей, Ленинград)
- 1946 — персональная выставка (Русский музей, Ленинград)
- 1951 — персональная выставка (Музей Академии художеств, Ленинград)

## Награды

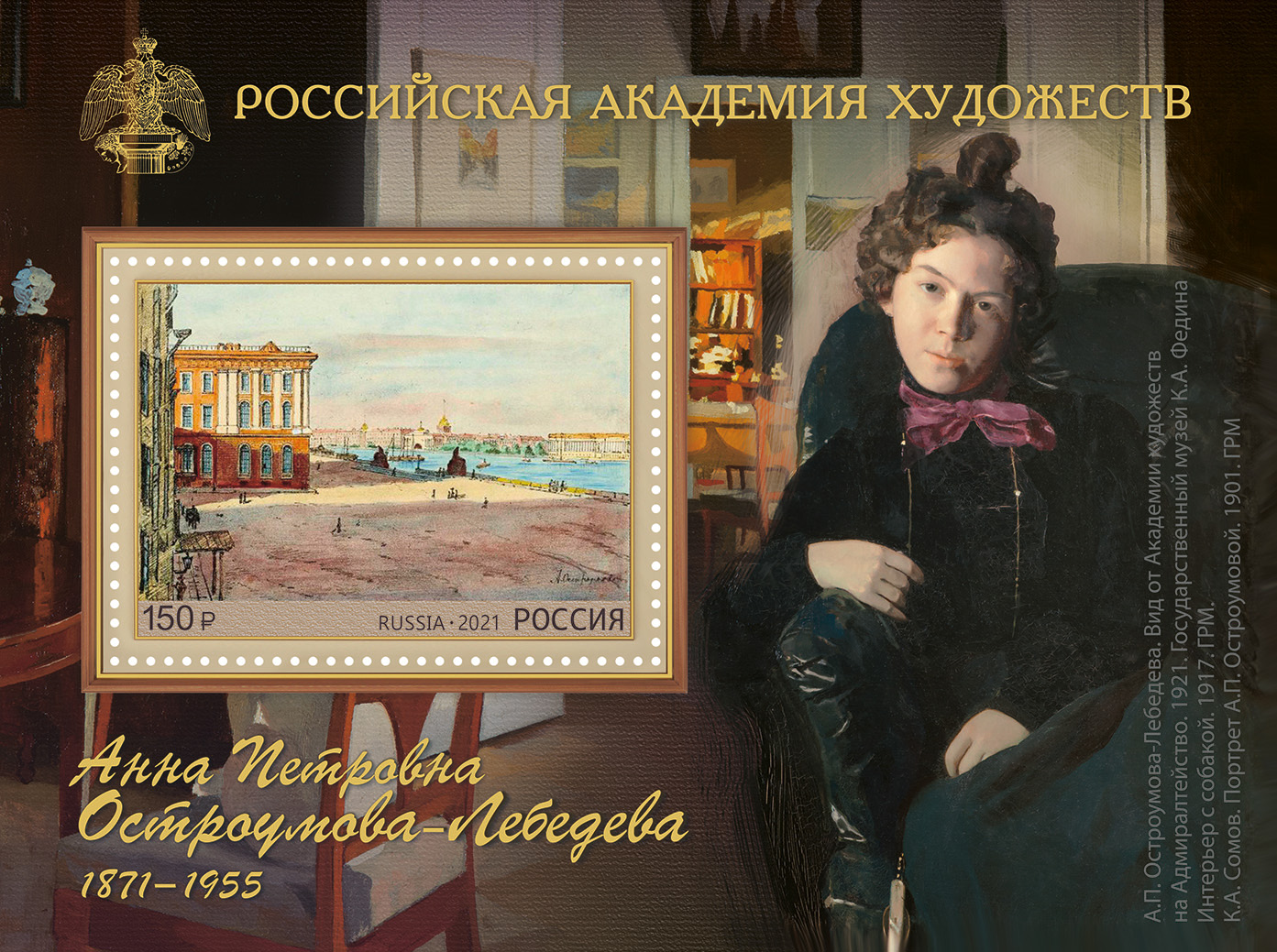
Почтовый блок, посвящённый 150-летию со дня рождения А. П. Остроумовой-Лебедевой (2021 год)

- Вторая премия на Всероссийском конкурсе гравёров за цветную гравюру «Персей и Андромеда» (1899)[10]
- орден Трудового Красного Знамени (12.06.1946)
- медаль «За оборону Ленинграда»
- народный художник РСФСР (1946)
- заслуженный деятель искусств РСФСР (1942)

## Работы

### Иллюстрации и книжная графика
Иллюстрировала книги:
- Курбатов В. Я. Петербург, 1912

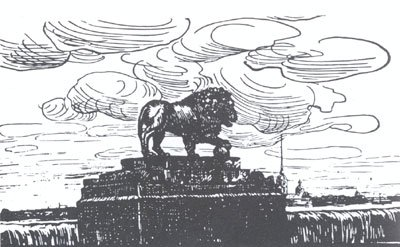
Лев и крепость. Гравюра, 1901.

- Анциферов Н. П. Душа Петербурга, 1920 (переиздана в 1990 в том же художественном оформлении).
- Остроумова-Лебедева А. П. Пейзажи Павловска в деревянных гравюрах. — Пб., Аквилон, 1923, — 16 с., 20 л. илл. — 800 экз.

### Картины
- «Петербург», 1908—1910, альбом ксилографий
- «Павловск», 1922—1923;
- «Петербург», 1922. альбом литографий
- «Марсово поле», 1922 (акварель); Третьяковская галерея
- «Инженерный замок в инее», 1929; Русский музей
- «Александровский дворец в Детском Селе»
- «Петербург. Нева сквозь колоны Биржи»
- «Петербург. Новая Голландия»
- «Светильники и сфинкс»
- «Портрет артиста И. В. Ершова», 1923;
- «Портрет Андрея Белого», 1924;
- «Портрет художницы Е. С. Кругликовой», 1925